# Баварська армія
Баварська армія (бавар. Boarische Armee) — військове формування, яке існувало в Курфюрстві Баварія (1682–1806), а згодом у Королівстві Баварія (1806–1918). Заснована як постійна армія в 1682 році, вона зберігала свою автономію до 1919 року, коли військовий суверенітет (Wehrhoheit) Баварії було передано Німецькій державі. Хоча за своїми масштабами вона не могла зрівнятися з арміями великих держав XIX століття, Баварська армія відігравала важливу роль у зовнішній політиці династії Віттельсбахів. Завдяки вдалому веденню союзницької політики, Баварія змогла перетворитися з територіально роз'єднаної мікродержави на другу за значенням силу в Німецькій імперії після Пруссії.

## Історія

### 1682–1790: від першої постійної армії до наполеонівських війн

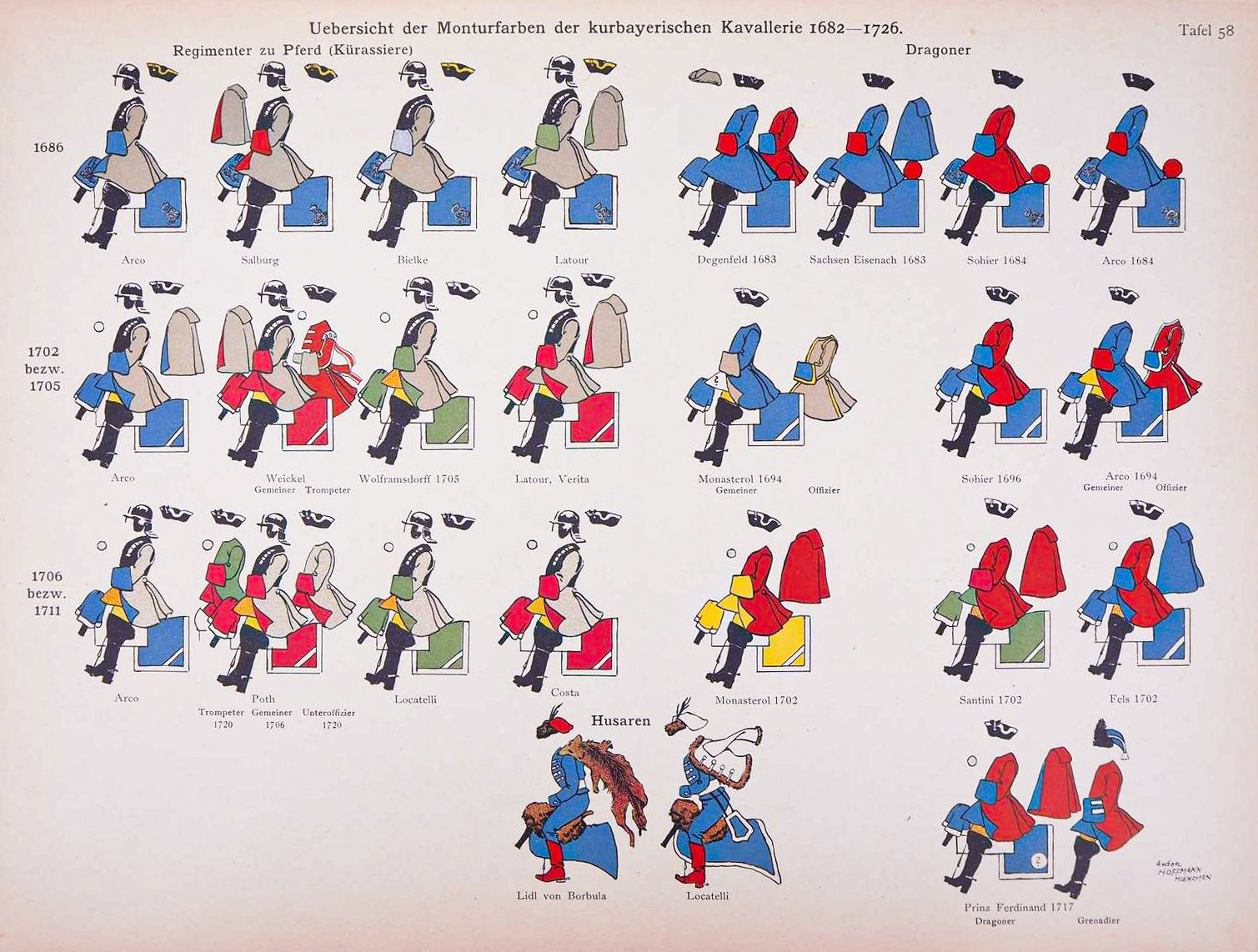
Обмундирування баварських кавалерійських полків, 1682–1726

Імперська військова конституція (Reichskriegsverfassung) 1681 року зобов’язала Баварію надавати війська для імперської армії. Крім того, створення постійного війська дедалі більше сприймалося як символ національної державності та ключовий інструмент абсолютистської влади.
12 жовтня 1682 року в польовому таборі в Швабінгу новостворені підрозділи під командуванням Ганнібала фон Дегенфельда були офіційно прийняті на службу Баварії. Було сформовано сім піхотних полків, два полки драгунів, два полки кірасирів та артилерійський корпус. Традиційний середньо-блакитний колір вже широко застосовувався у баварській піхоті й став офіційним з 1684 року. Кірасири та артилеристи носили світло-сірі туніки, тоді як уніформа драгунів була червоного або синього кольору.
Баварська армія проявила себе під командуванням курфюрста Максиміліана II Емануеля під час Великої турецької війни, зокрема під час облоги Белграда.
Під час війни за іспанську спадщину Баварія виступила союзником Франції. Після поразки в битві при Бленхеймі баварська армія фактично припинила існування як єдина бойова сила, хоча окремі її частини продовжували воювати до завершення конфлікту. В ході війни Баварія була окупована австрійськими військами, що спричинило народне повстання, жорстоко придушене під час подій, відомих як «Криваве Різдво в Зендлінгу» (Sendlinger Mordweihnacht).
Станом на 1701 рік структура армії залишалася такою ж, як і в період турецьких воєн, з тією різницею, що тепер до її складу входили три полки кірасирів і драгунів.
Спроба курфюрста Карла Альберта здобути імператорську корону під час війни за австрійську спадщину спочатку принесла успіх, однак зрештою кампанія завершилася черговою австрійською окупацією Баварії.
На початку Семирічної війни баварська армія складалася з восьми піхотних, двох драгунських і трьох кірасирських полків, а також артилерійської бригади. У 1757 році один із кірасирських полків було розформовано, а його особовий склад розділено між іншими частинами. Водночас у кожному драгунському полку залишалася лише одна змонтована рота.
Піхотні полки складалися з двох батальйонів, кожен з яких включав чотири фузилерні роти (по 130 осіб) і одну піхотну роту (100 осіб), а також дві батальйонні гармати калібром 4 фунти. Хоча номінальна чисельність кожного полку мала становити приблизно 1800 осіб, ця кількість ніколи не досягалася в польових умовах. Лейб-гвардійський полк мав три батальйони, проте лише два з них брали участь у бойових діях.
Відповідно до імперських військових зобов’язань Баварії, десять піхотних батальйонів було направлено на службу Габсбургам. У 1757 році вони зазнали поразки у битвах під Швайдніцем, Бреслау та Лойтеном, а в 1758 році – у боях біля Троппау, Ольмютца та Нейсе.
Об'єднання Віттельсбахів із Пфальцькою лінією в 1777 році призвело до поповнення піхоти вісьмома новими полками, а пфальцькі війська принесли із собою уніформи світлішого відтінку синього.
Війна за баварську спадщину отримала неофіційну назву «Картопляна війна», оскільки значна частина зусиль обох сторін була спрямована на забезпечення продовольчих поставок та їхнє блокування для противника. У підсумку цей конфлікт минув без значних битв і відносно спокійно для баварської армії.
У 1785 році піхотна уніформа була змінена на білу, а кірасири відмовилися від використання традиційних обладунків.

### 1790–1871: Наполеонівські війни до Німецької імперії

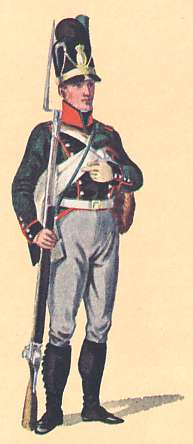
Шютце 2-го батальйону легкої піхоти Дітфурт, 1806 рік.

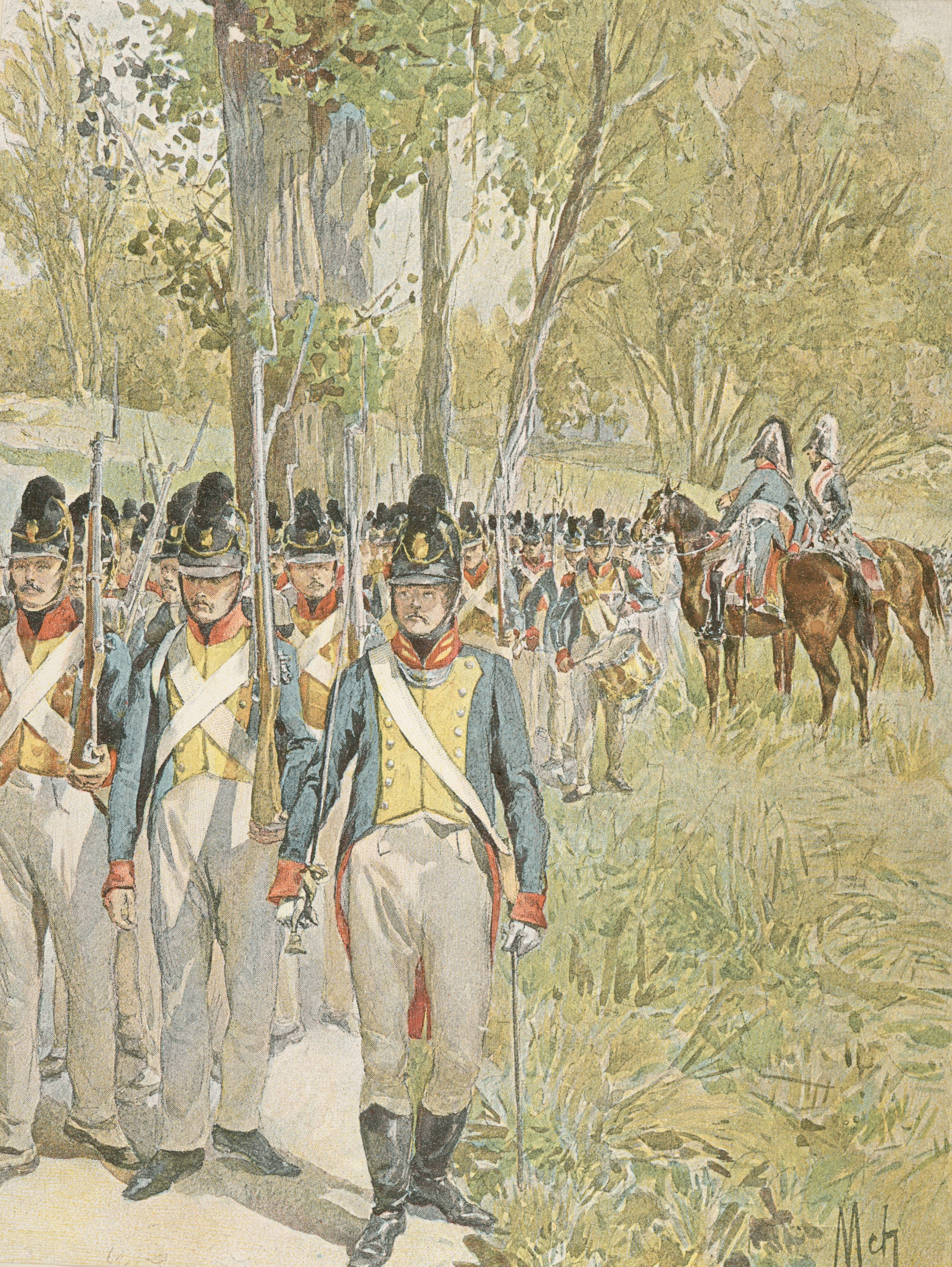
4-й піхотний полк баварської армії, 1809 рік.

1790 рік ознаменував собою масштабну реформу баварської армії. Всі польові війська отримали уніфіковану уніформу, до якої входив шкіряний шолом із кінськохвостим шлейфом, відомий як «шкатулка Румфорда» на честь тодішнього військового міністра, графа Румфорда.
Однак після вступу на престол у 1799 році Максиміліан IV виявив армію у вкрай занедбаному стані: більшість підрозділів не були укомплектовані, уніформа Румфорда виявилася непопулярною та непрактичною, а рівень підготовки солдатів залишав бажати кращого. Молодий курфюрст, який мав військовий досвід у французькому Ancien Régime як полковник Королівського полку Де-Понтс, поставив відновлення боєздатності армії серед своїх головних пріоритетів.
Лінійна піхота була скорочена до десяти полків, які були повністю укомплектовані. Два єгерські полки були реорганізовані в чотири батальйони легкої піхоти. Кавалерія включала три полки легкої кінноти, а також по два полки драгунів і кірасирів.
Піхота повернулася до традиційного світло-блакитного кольору уніформи, а в 1801 році всі роди військ запровадили Raupenhelm – шолом із кінськохвостим шлейфом спереду та ззаду, який став відмінною рисою баварської армії. Завдяки таким талановитим генералам, як Деруа, Вреде та Тріва, армію було реформовано за французьким зразком, і вона швидко стала найсучаснішою в Німеччині. Крім того, баварська армія першою в Німеччині скасувала практику бичування.
Основу польової армії становила обов’язкова військова служба. Також було створено національну гвардію, яка поділялася на три класи:
- 1-й клас – резервні батальйони лінійних полків,
- 2-й клас – територіальна армія,
- 3-й клас – громадянське ополчення

У 1800 році Баварія неохоче виступила на боці Австрії проти Франції у війні Другої коаліції. Однак у 1805 році, коли Австрія втретє за останні 100 років напала на Баварію під час війни Третьої коаліції, вона зіткнулася з добре підготовленою та потужною армією.
Спочатку баварські війська відступили, але лише з метою з’єднатися з наступаючою армією Наполеона та підготувати контратаку. Вона була здійснена швидко, методично та ретельно. Успішна облога Ульма та подальше звільнення Баварії відбулося за участі 30 000 баварських солдатів.
У битві під Аустерліцом баварські війська забезпечували захист флангів і ліній постачання армії Наполеона, а в кампаніях 1806–1807 років змусили кілька прусських фортець капітулювати.
Як винагороду Баварія отримала австрійську провінцію Тіроль, проте місцеве населення підняло повстання, яке в 1809 році переросло у широкомасштабний спротив під керівництвом Андреаса Хофера. Лише завдяки військовій підтримці Франції баварській владі вдалося його придушити.
Того ж року Австрія знову напала на Баварію під час війни П’ятої коаліції. Оскільки основні сили Наполеона були зосереджені в Іспанії, першу кампанію проти австрійців очолили війська Рейнської конфедерації, значну частину яких складали баварці. У битві при Ваграмі саме баварські війська зробили вирішальний внесок у перемогу Наполеона.
Під час Російської кампанії 1812 року баварська армія зазнала катастрофічних втрат — із приблизно 33 000 солдатів (включаючи наступні підкріплення), які вирушили в похід, лише 4 000 повернулися.
Під тиском наслідного принца та генерала Вреде король Максиміліан I Йосиф, хоч і з великим ваганням, відмовився від союзу з Францією та перейшов на бік антинаполеонівської коаліції незадовго до битви під Лейпцигом.
У 1813 році Вреде спробував зупинити відступ Великої армії Наполеона в битві при Ганау, однак його австро-баварський корпус зазнав поразки. Кампанія 1814 року розпочалася невдало для союзників, проте Вреде зміг компенсувати свою попередню невдачу, здобувши важливі перемоги над колишніми союзниками у битвах при Арсі-сюр-Об і Бар-сюр-Об.
У 1814 році баварська армія включала:
- 1 полк гренадерської гвардії,
- 16 полків лінійної піхоти,
- 2 батальйони єгерів,
- 7 полків легкої кавалерії (з яких один був територіальним),
- 1 полк уланів,
- 2 гусарські полки,
- 1 полк Garde du Corps (королівська кінна гвардія),
- 2 полки піхотної артилерії,
- 1 полк кінної артилерії.

У 1815 році 7-й (Національний) легкий кавалерійський полк було переформовано у два кірасирські полки. Гусарські та уланські полки були розформовані у 1822 році.

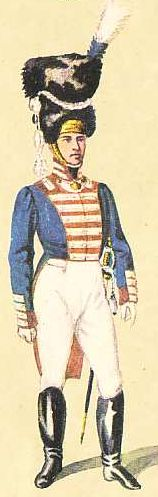
Оберлейтенант Гренадерського гвардійського полку, близько 1814 року

Відповідно до рекомендацій Військово-економічної комісії, у 1826 році один піхотний полк було реорганізовано у два єгерські батальйони, а полк гренадерської гвардії перетворено на піхотний полк лейб-гвардії. Корпусна гвардія була перейменована на 1-й кірасирський полк, тоді як колишній 1-й кірасирський полк було об’єднано з 2-м кірасирським полком.
Мобілізація баварської армії для австро-прусської війни 1866 року була завершена лише 22 червня, до того часу прусська армія вже майже досягла Богемії. Кампанія склалася для баварських військ вкрай невдало.
Баварський головнокомандувач принц Карл, який одночасно очолював південні сили Німецького союзу, поспішав на допомогу Королівству Ганновер. Однак, ще до його прибуття ганноверці капітулювали після битви при Лангензальці. Швидке просування прусських військ унеможливило з’єднання баварської армії із західними силами Конфедерації під командуванням князя Олександра Гессенського, через що баварські війська змушені були відступити до Бад-Кіссінгена.
Після запеклих боїв баварці відступили до Швайнфурта та Вюрцбурга, однак змогли утримати лише фортецю та частину міста. 1 серпня прусський резервний корпус зайняв Нюрнберг.
Проблеми баварської армії здебільшого пояснювалися рішеннями баварського Лантагу (парламенту) та недоліками військового керівництва. Через постійне скорочення військового бюджету Міністерство війни Баварії не мало можливості проводити навчання та маневри, які б перевищували рівень бригади.
Окрім принца Карла та генерала фон Турна унд Таксіса, жоден баварський генерал раніше не командував дивізією, що суттєво вплинуло на ефективність керівництва військами. Додатково преса гостро критикувала роль генерала фон дер Танна.
У відповідь на критику король Людвіг II 1 серпня призначив новим військовим міністром досвідченого ветерана генерала Зігмунда фон Пранка.
Фон Пранк вже мав політичний досвід, оскільки раніше обіймав посаду ад’ютанта військового міністра фон Людера. Завдяки проведеним ним реформам він зробив вирішальний внесок у модернізацію баварської армії, що значно підвищило її боєздатність.
Коли в 1870 році висунення Леопольда, принца Гогенцоллерна, як кандидата на іспанський престол призвело до загострення відносин між Пруссією та Францією, фон Пранк 14 липня наказав мобілізувати два баварські армійські корпуси.

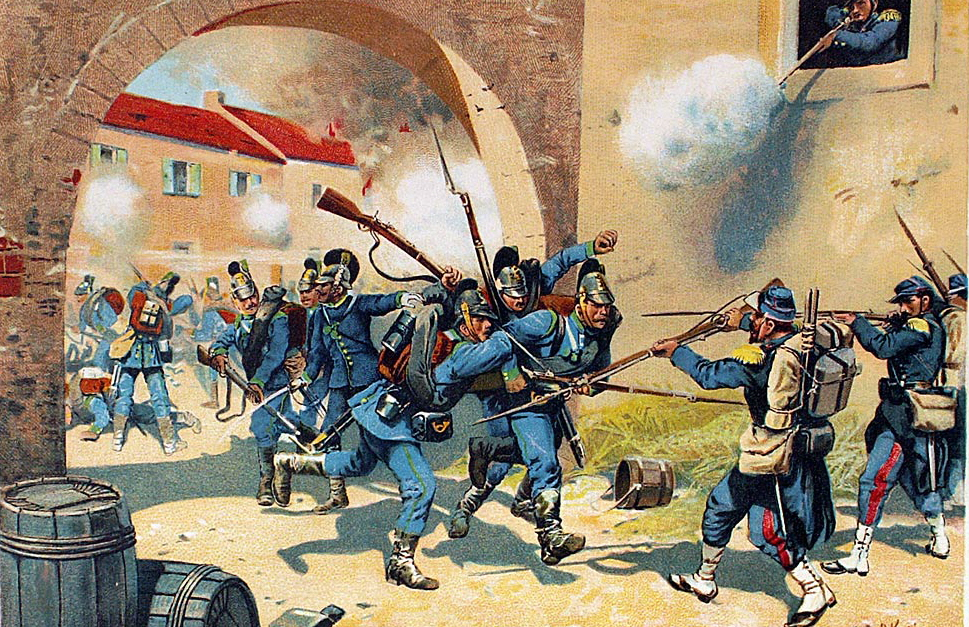
Баварські солдати в боях за Базей 2 вересня 1870 року, битва при Седані, малюнок Ріхарда Кнетеля

Баварські війська брали участь у франко-прусській війні у складі III армії, яку очолював кронпринц Фрідріх Вільгельм. I армійським корпусом командував фон дер Танн, а II армійським корпусом — Якоб Фрайгерр фон Гартманн.
Баварські війська під командуванням Якоба фон Гартмана штурмували Віссембур та брали участь у ключових битвах при Верті, Бомоні, Седані, а також в облозі Парижа.
Під час франко-прусської війни загинуло понад 5000 баварських солдатів.

### 1871–1918: Німецька імперія
Баварія в складі Німецької імперії зберегла значну автономію у військовій сфері, що було закріплено в Конституції Німецької імперії. Подібно до королівств Саксонія та Вюртемберг, Баварія утримала власні збройні сили, військове міністерство та систему військової юстиції. Відмінною особливістю було виключення баварської армії з загальноімперської перенумерації полків, а її підпорядкування імперському командуванню здійснювалося лише в умовах війни.
Баварія також зберегла характерні елементи військової форми, зокрема світло-блакитний колір піхотної уніформи, шоломи типу Raupenhelm (до 1886 року) та специфічне спорядження легкої кавалерії. Офіцери й солдати баварської армії продовжували приносити присягу королю Баварії, а не німецькому імператору. Водночас уніформа, оснащення та військова підготовка були уніфіковані відповідно до прусських стандартів. Після запровадження сірої польової уніформи баварські підрозділи відрізнялися від інших частин лише кокардою та синьо-білою окантовкою коміра.
На початку Першої світової війни чисельність баварської армії становила 87 214 осіб, з яких 4 089 були офіцерами, лікарями, ветеринарами та чиновниками, а 83 125 – сержантами та іншими чинами. Крім того, армія мала 16 918 коней.
З початком мобілізації 1 серпня 1914 року верховне командування Баварською польовою армією перейшло від 4-ї армійської інспекції до німецького імператора, тоді як частини, що залишалися на території Баварії, залишалися під керівництвом військового міністерства Баварії.
Баварська армія складалася з трьох баварських армійських корпусів і Баварської кавалерійської дивізії. Вона була посилена XXI корпусом, що складався з двох дивізій, набраних переважно в Рейнланді та Вестфалії, після чого була відправлена на Західний фронт, де діяла як 6-та армія Німецької імперії під командуванням кронпринца Руппрехта.
Баварська армія брала участь у битві на кордонах, що стало останнім випадком, коли вона діяла як єдиний бойовий підрозділ. Після реорганізації німецької імперської армії восени 1914 року ексклюзивне баварське командування над власними військами поступово почало зникати.
Кронпринц Рупрехт командував військами протягом усієї війни та отримав звання фельдмаршала у 1916 році, головним чином завдяки своїм видатним військовим здібностям. Однак після битви на кордонах підрозділи, що перебували під його командуванням, здебільшого формувалися за межами Баварії.
Хоча Німецька імперія зазнала краху під час Німецької революції 1918–1919 років, а король Людвіг III був змушений зректися престолу, Баварія зберегла свій військовий суверенітет.
Однак зростання впливу Баварської Радянської Республіки, хаос, що супроводжував її повалення, та боротьба з її Червоною армією змусили укладачів Бамберзької конституції 1919 року передати військовий суверенітет Веймарській республіці.
До того часу регулярні баварські війська були настільки демобілізовані, що основні бої проти Червоної армії вели підрозділи Freikorps та інші військові формування, залучені з-за меж Баварії.
Під час Першої світової війни загинуло близько 200 000 солдатів Королівської баварської армії.

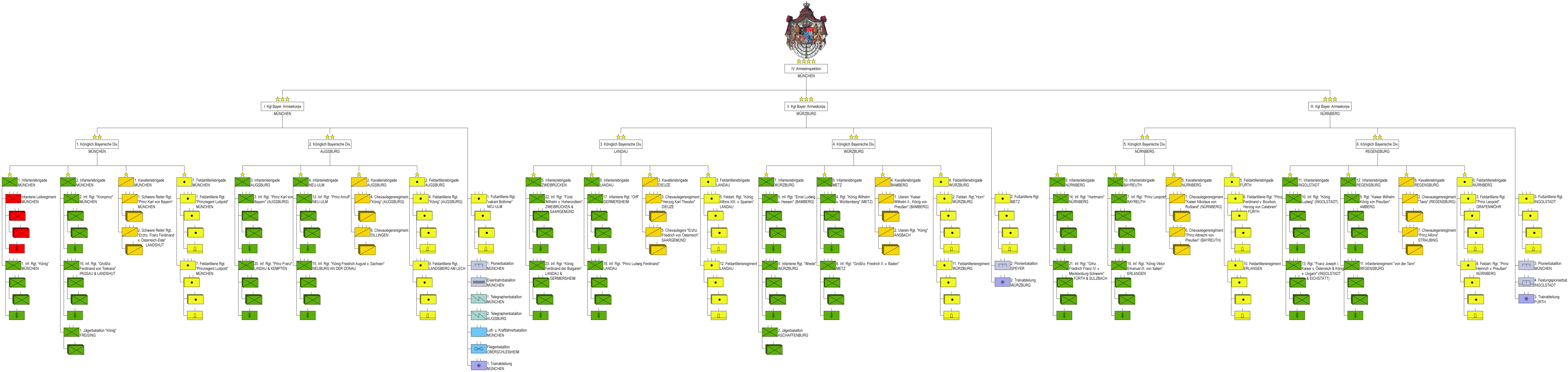
Структура королівської баварської армії в 1914 році

### Корпус
- I армійський корпус у Мюнхені
  - 1-й дивізіон у Мюнхені
  - 2-а дивізія в Аугсбурзі
- II армійський корпус у Вюрцбурзі
  - 3-я дивізія в Ландау
  - 4-а дивізія у Вюрцбурзі
- III армійський корпус у Нюрнберзі
  - 5-а дивізія в Нюрнберзі
  - 6-а дивізія в Регенсбурзі

### Під час Першої світової війни
Баварський сержантський корпус складався з військовослужбовців, які прослужили тривалий час, і кар’єрних солдатів, які зазвичай набиралися з тих, хто закінчив військову службу. Між офіцерами та сержантами існував суворий кар’єрний поділ. Це призвело до значних соціальних проблем під час Першої світової війни, оскільки кваліфікованим сержантам було заблоковано просування до офіцерів.
- I Королівський баварський резервний корпус
- II Королівський баварський резервний корпус
- XV Королівський баварський резервний корпус

Підрозділи
Баварська кавалерія:
- Баварська кавалерійська дивізія

Баварська піхота:
- 10-та баварська піхотна дивізія
- 11-та баварська піхотна дивізія
- 12-та баварська піхотна дивізія
- 14-та баварська піхотна дивізія
- 15-та баварська піхотна дивізія
- 16-а баварська піхотна дивізія

- 1-ша баварська резервна дивізія
- 5-та баварська резервна дивізія
- 6-а баварська резервна дивізія
- 8-а баварська резервна дивізія
- 9-та баварська резервна дивізія
- 30-та баварська резервна дивізія
- 39-та баварська резервна дивізія

- 1-ша баварська дивізія ландверу
- 2-га баварська дивізія ландверу
- 6-а баварська дивізія ландверу

- Баварська ерзац-дивізія

- Альпенкорпус

### Офіцерський склад
Баварська армія мала нижчу частку офіцерів-аристократів, ніж прусська армія. У 1832 році на одного дворянина припадало 1,86 офіцерів з міщанського походження; до 1862 року це співвідношення зросло до 2,34, а на початок Першої світової війни – до 5,66.
Після розформування лейб-гвардії у 1826 році окремого гвардійського полку в баварській армії не існувало. Однак у деяких частинах частка аристократичних офіцерів була значно вищою за середній рівень, зокрема:
- 1-й королівський баварський важкий кавалерійський полк «Принц Карл Баварський» (раніше 1-й кірасирський).
- 1-й королівський баварський уланський полк «Імператор Вільгельм II, король Пруссії»
- Королівський баварський піхотний лейб-гвардії полк

### Сержантський корпус
Баварський сержантський корпус складався переважно солдат, які прослужили тривалий час і зазвичай набиралися з числа тих, хто завершив строкову службу.
У баварській армії існував суворий кар’єрний поділ між офіцерами та сержантами, що значно обмежувало можливості кар’єрного зростання. Це призвело до серйозних соціальних проблем під час Першої світової війни, оскільки навіть кваліфіковані сержанти не мали змоги отримати офіцерське звання.

### Вербування
Відповідно до конституції 1808 року, набір до баварської армії здійснювався за допомогою рекрутингу.
Система передбачала можливість відкупу від військової служби, що дозволяло чоловікам уникнути призову, сплативши заміннику, який відбував службу замість них, причому термін його служби мав бути довшим.
Реформи 1868 року скасували практику замінників, запровадили обов’язкову військову службу строком на три роки та ввели систему Einjährig-Freiwilliger («Річний волонтер»), яка дозволяла певним категоріям новобранців проходити скорочену військову службу протягом одного року за умови самостійного забезпечення екіпірування та витрат.

### Ландвер
У 1809 році за французьким зразком територіальні війська були реорганізовані в національну гвардію, яка з 1814 по 1868 рік була відома як Landwehr Королівства Баварія.
Під час реформ 1868 року старші класи резервістів були перейменовані на Landsturm. Крім того, Landwehr отримав додаткові обов’язки, зокрема нагляд за асоціаціями ветеранів.

### Гарнізони
Основна частина баварської армії дислокувалася у фортецях, секуляризованих монастирях і колишніх замках.
Перша скоординована програма будівництва казарм була реалізована у 1806 році (зокрема, були зведені казарми New Isar). Після спалаху тифу у 1881 році було збудовано сучасні казармені комплекси з житловими приміщеннями для сімей військовослужбовців (наприклад, казарми принца Леопольда).
Станом на 1838 рік у Баварії налічувалося сім фортець, а ще одна перебувала на стадії будівництва:
- Форхгайм
- Інгольштадт
- Весте Обергаус
- Розенберг-об-Кронах
- Ротенберг бей Шнайтах
- Вюльцбург
- Фортеця Маріенберг у Вюрцбурзі
- Germersheim (будується)

Баварія також утримувала війська у фортецях Німецького союзу – Ландау та Ульм.
Відповідно до положень Версальського договору, фортеця Гермерсгайм була дефортована (роззброєна та втратила своє оборонне значення).

## Музей
Музей баварської армії було перенесено з Хофгартена в Мюнхені до Нового замку в Інгольштадті.